# Rhum du Père Labat
Le rhum du Père Labat est un rhum agricole produit à Grand-Bourg sur l'île de Marie-Galante en Guadeloupe.
Il reste l'un des rares rhums à afficher « guildive » sur son étiquette, un hommage à l'ancêtre du rhum.

## Histoire
Le rhum a été nommé en hommage au prêtre missionnaire dominicain Jean-Baptiste Labat (1663-1738). Le père Labat dirige à partir de 1696 l'habitation Fonds Saint-Jacques à Sainte-Marie, et fait venir de France deux alambics en cuivre d'eau ardente (cognac) pour distiller l'alcool de canne à sucre. Ce modèle de distillerie se développe ensuite rapidement en Martinique.

## Production
Depuis plus d'un siècle, la petite distillerie de Poisson produit le rhum du Père Labat. Elle produit chaque année environ 300 000 litres de rhum dont 3 rhums agricoles : un rhum à 40°, un à 50º d'alcool et l'autre à 59° d'alcool, contrairement aux autres rhums de Guadeloupe qui eux sont en général à 50º ou 55º.
Depuis 2014 la distillerie a augmenté sa production annuelle à 400 000 litres.